# Chałmy (obwód witebski)
Chałmy (biał. Халмы; ros. Холмы, Chołmy) – wieś na Białorusi, w obwodzie witebskim, w rejonie orszańskim, w sielsowiecie Arechausk.

## Warunki naturalne
Wieś położona jest przy dużym kompleksie lasów i mokradeł. Na wschód od niej położony jest Asintorfski Rezerwat Hydrologiczny.